# Cho Jea-ki
Cho Jea-ki (* 17. März 1950) ist ein ehemaliger südkoreanischer Judoka. Er gewann 1976 eine olympische Bronzemedaille in der offenen Klasse.

## Karriere
Der 1,83 m große Cho Jea-ki erkämpfte bei den Asienmeisterschaften 1974 eine Bronzemedaille in der offenen Klasse. Bei den Olympischen Spielen 1976 in Montreal trat er im Halbschwergewicht und in der offenen Klasse an. Im Halbschwergewicht gewann er seinen ersten Kampf gegen Willem Maduro von den Niederländischen Antillen nach 27 Sekunden. In seinem zweiten Kampf unterlag er Ramas Charschiladse aus der Sowjetunion mit einer Yuko-Wertung. Nach einem Ippon-Sieg über Abdoulaye Djiba aus dem Senegal unterlag Cho im Kampf um eine Bronzemedaille dem Briten David Starbrook ebenfalls durch Ippon und belegte den fünften Platz. Vier Tage später wurde die offene Klasse ausgetragen. Cho bezwang in seinen ersten beiden Kämpfen den Marokkaner Mohamed Zouagh und den Ungarn Imre Varga. Im Viertelfinale unterlag er dem Briten Keith Remfry durch Waza-ari. Mit Siegen über den Deutschen Günther Neureuther und den Argentinier Jorge Portelli erkämpfte sich der Südkoreaner eine Bronzemedaille.
Bei den Weltmeisterschaften 1979 in Paris trat Cho Jea-ki im Schwergewicht und in der offenen Klasse an. In der offenen Klasse unterlag er in seinem ersten Kampf dem Japaner Sumio Endō und schied aus. Im Schwergewicht gewann er seine ersten drei Kämpfe gegen den Briten Arthur Mapp, den Schweden Ulf Edberg und den Schweizer Jean Zinniker, bevor er im Halbfinale dem Franzosen Jean-Luc Rougé unterlag. Im Kampf um eine Bronzemedaille bezwang er den Jugoslawen Radomir Kovačević.